# 鍛冶屋敷遺跡

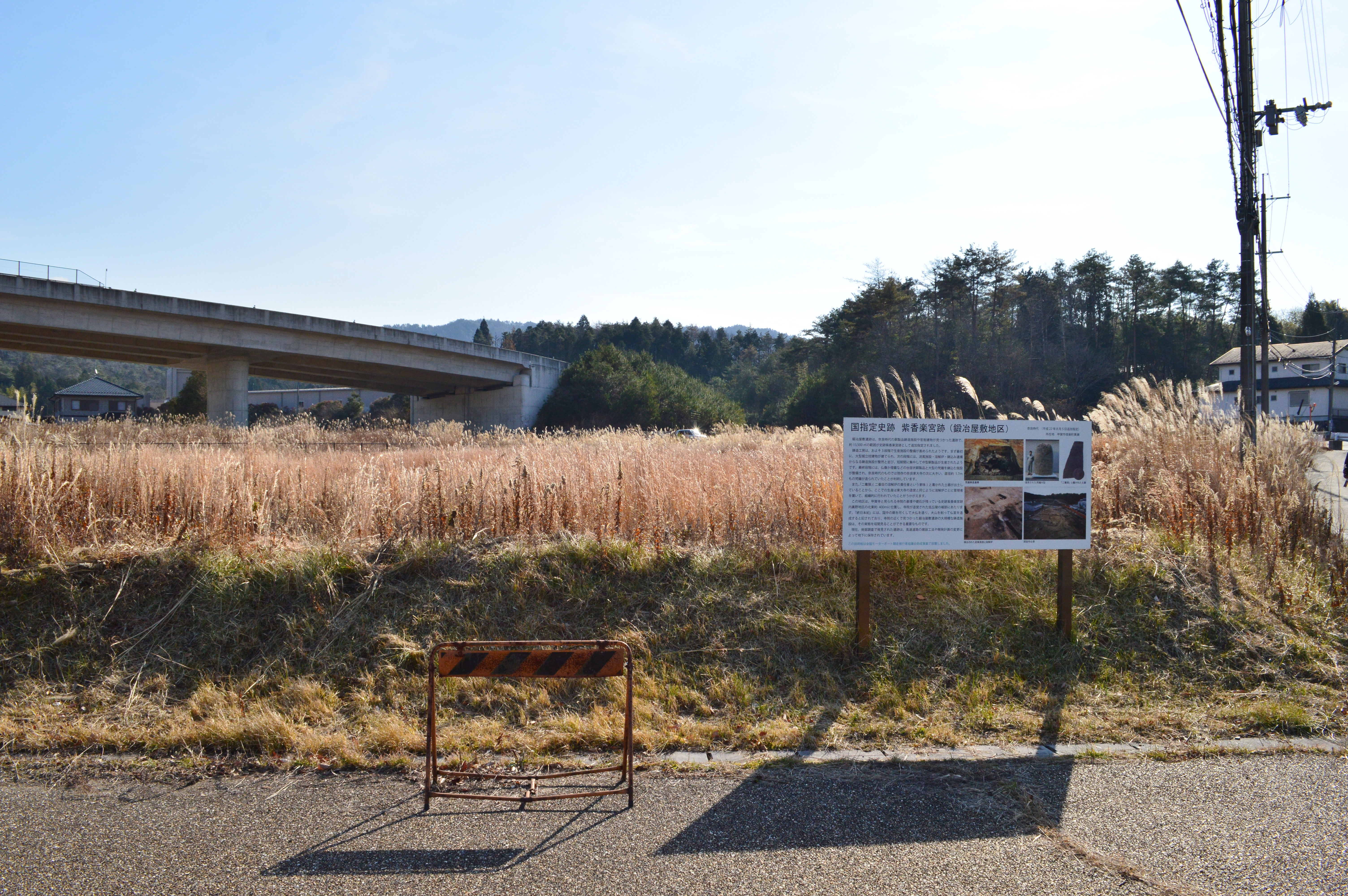
紫香楽宮跡鍛冶屋敷地区 説明板

鍛冶屋敷遺跡（かじやしきいせき）または紫香楽宮跡 鍛冶屋敷地区（しがらきのみやあと かじやしきちく）は、滋賀県甲賀市信楽町黄瀬（きのせ）にある古代鋳造所遺跡。国の史跡に指定されている（史跡「紫香楽宮跡」のうち）。
奈良時代に聖武天皇が営んだ紫香楽宮（信楽宮/甲賀宮）の関連遺跡で、内裏野地区と宮町遺跡の間に位置する。

## 概要
銅製品を鋳造した大規模な官営工房群が確認され、坩堝（るつぼ）などが多数出土していることや、紫香楽宮跡のある場所から少し山を下った所にあることから、甲賀寺の幻の紫香楽（信楽）大仏建立に使われる銅を供給していたと考えられている。
当遺跡は、新名神高速道路の信楽IC建設工事中に本線と料金所を結ぶランプ上に発掘された。遺跡が位置する場所は、当初の計画では盛土構造で遺跡は完全に喪失する工法であった。しかし、滋賀県教育委員会と当時の信楽町教育委員会が2004年（平成16年）9月に「古代史を理解する上で欠くことができない」として、遺跡の現地保存を旧日本道路公団（JH）に要請、2005年（平成17年）4月20日に両教育委員会とJHが、当初の計画からあった隼人川と市道を跨ぐ140mの橋梁を遺跡側に50m延長し、橋梁で遺跡を跨ぐ橋梁構造に工法変更することで合意した。これにより遺跡の喪失は免れることになったが、インターチェンジの工費が約1億円増加している。
遺跡域は、2010年（平成22年）に新宮神社遺跡・北黄瀬遺跡とともに国の史跡「紫香楽宮跡」に追加指定されている。